# Comtat de Karlovac
El Comtat de Karlovac és un županija a la intersecció de carreteres que separen la Croàcia històrica de les antigues fronteres militars (Krajina). Limita amb Eslovènia al nord i Bòsnia-Hercegovina al sud, així com amb el Comtat de Zagreb, Comtat de Sisak-Moslavina, Comtat de Primorje-Gorski Kotar i el Comtat de Lika-Senj.

## Divisió administrativa
- Ciutat de Karlovac
- Vila d'Ozalj
- Vila d'Ogulin
- Vila de Slunj
- Vila de Duga Resa
- Municipi de Barilović
- Municipi de Bosiljevo
- Municipi de Cetingrad
- Municipi de Draganić
- Municipi de Generalski Stol
- Municipi de Josipdol
- Municipi de Kamanje
- Municipi de Krnjak
- Municipi de Lasinja
- Municipi de Netretić
- Municipi de Plaški
- Municipi de Rakovica
- Municipi de Ribnik
- Municipi de Saborsko
- Municipi de Tounj
- Municipi de Vojnić
- Municipi de Žakanje

## Població
| Ètnies    | Nombre  | Percentatge |
| --------- | ------- | ----------- |
| Croats    | 119.490 | 84,27%      |
| Serbis    | 15.651  | 11,04%      |
| Bosnians  | 892     | 0,63%       |
| Eslovens  | 340     | 0,24%       |
| Albanesos | 300     | 0,21%       |
| Altres    | 3.183   | 2,24%       |

## Política
L'assemblea del comtat és composta de 44 representants, repartits per partits: 
- Unió Democràtica Croata (HDZ) 16
- Partit Socialdemòcrata de Croàcia (SDP) 11
- Partit dels Camperols de Croàcia (HSS) 6
- Partit Social Liberal de Croàcia (HSLS) 4
- Centre Democràtic (DC) 3
- Partit Croat dels Drets (HSP) 1
- Partit Croat Pur dels Drets (HČSP) 1
- Bloc Croat (HB) 1
- Independents 1